# تشارلز كاسبر سيمونز
تشارلز كاسبر سيمونز (بالإنجليزية: Charles Casper Simons)‏ هو قاضي ومحامي أمريكي، ولد في 21 مايو 1876 في ديترويت في الولايات المتحدة، وتوفي في 2 فبراير 1964.